# Charles Delporte
Charles Delporte (francès: Charles Jules Delporte)  (Ixelles, 11 de març de 1893 - Vorst, 9 d'octubre de 1960) va ser un tirador d'esgrima belga que va competir durant la dècada de 1920. Va prendre part en tres edicions dels Jocs Olímpics, el 1920, 1924 i 1928.
El 1920, als Jocs d'Anvers disputà dues proves del programa d'esgrima. Fou quart en la prova de sabre per equips i desè en la d'espasa individual. Quatre anys més tard, als Jocs de París, disputà tres proves del programa d'esgrima. En la competició d'espasa individual guanyà la medalla d'or i en la d'espasa per equips la de plata. En la competició de sabre per equips quedà eliminat en sèries. La tercera i darrera participació en uns Jocs fou el 1928 a Amsterdam. Allà disputà dues proves del programa d'esgrima. En la competició d'espasa per equips fou quart i en la d'espasa individual sisè.
El 1930, a Lieja, es proclamà campió del món d'espasa per equips.